# ぱすぽ☆ベスト
ぱすぽ☆ベスト（PASSPO☆BEST）は、2013年3月27日に2枚同時リリースされたぱすぽ☆のベスト・アルバム。

## 概要
2009年に結成され、2011年にメジャーデビューを果たしたぱすぽ☆がこれまでに発表した楽曲を厳選したベスト・アルバム。2枚組でなく『ぱすぽ☆ベスト1』『ぱすぽ☆ベスト2』の2枚同時発売であり、ジャケットにおけるメンバーの衣装は1が赤、2が黄緑である。
特典として「ぱすぽ☆ベストフェス」入場パスポートが封入されており、記載のフェス登録サイトにアクセスすると東京（2013年4月28日、品川ステラボール）及び大阪（2013年5月12日、あべのキューズモール）公演のどちらかに申し込むというものだった。

## 収録曲

### ぱすぽ☆ベスト1
1. Let It Go!!（作詞：貧図スクワット／作曲・編曲：Bamboo Helicopter）
インディーズ1stシングル。
2. GPP（作詞・作曲：Andy Love、Carmen Reece、Tom Diekmeler、Marc Mozart／日本語詞：桜瓜苺）
インディーズ3rdシングル。
3. Go On A Highway（作詞：桜瓜苺／作曲：貧図スクワット／編曲：Bamboo Helicopter）
インディーズ4thシングル。
4. Pretty Lie（作詞・作曲：Marti Dodson、Fredrik Thomander、Patric Sarin／日本語詞：桜瓜苺／編曲：Bamboo Helicopter）
インディーズ5thシングル。
5. 少女飛行（作詞・作曲：ペンネとアラビアータ／編曲：Adoriano Spinesi）
オリコンチャート1位を獲得した記念すべきメジャー1stシングル。
6. ViVi夏（作詞：大華奈央香／作曲：corin.／編曲：corin、michitomo）
メジャー2ndシングル。
7. ROCK DA WEEK（作詞・作曲：ペンネとアラビアータ／編曲：Adoriano Spinesi）
「ViVi夏」カップリング曲（M-3）。
8. キス＝スキ（作詞・作曲： ペンネとアラビアータ／編曲：Adoriano Spinesi、michitomo）
アルバム「CHECK-IN」M-3。DVDシングルとしても発売され、『ぐるぐるナインティナイン』（日本テレビ系）のエンディング曲にもなった。
9. 君は僕を好きになる（作詞：大華奈央香／作曲：corin.／編曲：corin.、michitomo）
メジャー3rdシングル。
10. Next Flight（作詞・作曲：Anders Wikstrom、Peter Mansson、Mats Leven／日本語詞：ペンネとアラビアータ／編曲：Cobra Endo）
メジャー4thシングル。
11. バスタブ（作詞・作曲：Anders Wikstrom、Jan Peter Borger／日本語詞：ペンネとアラビアータ／編曲：Cobra Endo）
「Next Flight」カップリング曲。HBCラジオ『根岸愛のもちもち機内放送』ではエンディング曲に使用されている。
12. 夏空HANABI（作詞：ペンネとアラビアータ／作曲：Adoriano Spinesi／編曲：石也寸志）
メジャー5thシングル。日本テレビ主催『汐博2012』テーマソングで、同局の情報番組『PON!』のエンディング曲としても使用された。
13. WING（作詞：ペンネとアラビアータ／作曲・編曲：Erik Lidson）
メジャー6thシングルで、ぱすぽ☆名義としては最後のシングル。
14. Love Diary（作詞・作曲：ペンネとアラビアータ／編曲：Adoriano Spinesi）
アルバム「One World」M-4。
15. Dear My Friends（作詞：ペンネとアラビアータ／作曲・編曲：石也寸志）
「夏空HANABI」カップリング曲。

### ぱすぽ☆ベスト2
1. BREAK OUT!!（作詞・作曲：Julian Emery、Dana Calitri、Nina Ossoff／日本語詞：貧図スクワット／編曲：Bamboo Helicopter）
インディーズアルバム「TAKE☆OFF」M-6。
2. LA LA LOVE TRAIN 〜恋の片道切符〜（作詞：貧図スクワット／作曲・編曲：Bamboo Helicopter）
インディーズアルバム「TAKE☆OFF」M-7。『根岸愛のもちもち機内放送』では番組中盤のサウンドステッカーに使用されている。
3. 夏空ダッシュ（作詞：貧図スクワット／作曲・編曲：Bamboo Helicopter）
インディーズアルバム「TAKE☆OFF」M-9。同2ndシングルの候補曲を「ハレルヤ」と争った曲でもある[1]。
4. ウハエ!（作詞・作曲：ペンネとアラビアータ／編曲：Adoriano Spinesi）
シングル「少女飛行」カップリング曲。
5. じゃあね…（作詞：大華奈央香／作曲・編曲：板垣祐介）
「ViVi夏」カップリング曲（M-2）。
6. Hello（作詞：大華奈央香／作曲・編曲：河原嶺旭）
アルバム「CHECK-IN」M-4。
7. マテリアルGirl（作詞・作曲：ペンネとアラビアータ／編曲：Adoriano Spinesi）
アルバム「CHECK-IN」M-7。
8. Street Fighter（作詞：ペンネとアラビアータ／作曲・編曲：Adoriano Spinesi）
アルバム「CHECK-IN」M-5。
9. See You Again（作詞：大華奈央香／作曲・編曲：板垣祐介）
アルバム「CHECK-IN」M-14。
10. Pock☆Star（作詞：ペンネとアラビアータ／作曲：Tord Backstrom、Jim Nilsson／編曲：明石昌夫）
シングル「Next Flight」機内サービス盤カップリング曲。アルバム「One World」M-11。
11. 2DAYS（作詞：ペンネとアラビアータ／作曲・編曲：Steve Smith、Anthony Anderson、Dane Anthony DeViller、Sean Syed Hosein、Schara Tayloe Chalmers）
アルバム「One World」M-9。
12. ダムダムフリーダム（作詞・作曲：ペンネとアラビアータ／編曲：Adoriano Spinesi）
シングル「WING」カップリング曲。
13. Tap My Toe（作詞：ペンネとアラビアータ／作曲・Stefan Nilsson、Danne Fernstrom、Jimmy Westerlund／編曲：Jimmy Westerlund）
アルバム「One World」M-10。
14. WANTED!!（作詞：ペンネとアラビアータ／作曲・BubbleGumHero／編曲：BubbleGumHeros）
アルバム「One World」M-6。